# (7695) Premysl
(7695) Premysl ist ein Asteroid des inneren Hauptgürtels, der am 27. November 1984 vom tschechischen Astronomen Antonín Mrkos am Kleť-Observatorium (IAU-Code 046) in der Nähe der Stadt Český Krumlov in Südböhmen entdeckt wurde.
Der Asteroid wurde am 10. Juni 1998 nach der mythischen Figur von Přemysl dem Pflüger benannt, dem Stammvater des böhmischen Herrschergeschlechts der Přemysliden.